# (29227) Wegener
(29227) Wegener ist ein Asteroid des Hauptgürtels, der am 29. Februar 1992 vom deutschen Astronomen Freimut Börngen an der Thüringer Landessternwarte Tautenburg entdeckt wurde.
Benannt wurde der Asteroid nach dem deutschen Geophysiker, Polarforscher und Meteorologen Alfred Wegener, dem Begründer der Theorie der Plattentektonik.